# Charinus yanatile
Espèce
Charinus yanatile est une espèce d'amblypyges de la famille des Charinidae.

## Distribution
Cette espèce est endémique de la région de Cuzco au Pérou. Elle se rencontre dans la province de Calca dans le district de Yanatile entre 1 614 et 1 634 m d'altitude.

## Description
La femelle holotype mesure 6,70 mm, les femelles mesurent de 5,87 à 6,93 mm.

## Étymologie
Son nom d'espèce lui a été donné en référence au lieu de sa découverte, le district de Yanatile.

## Publication originale
- Palomino-Cardenas, Armas & Castillo-Espinoza, 2022 : « Una especie nueva de Charinus (Amblypygi: Charinidae) del departamento del Cuso, Perú. » Revista Iberica de Aracnologia, no 40, p. 114-118.